# Милорадович Олександра Олександрівна
Олександра Олександрівна Милорадович (уроджена Васильчикова, 28 червня 1860, Париж ― 31 січня 1927, Париж) ― прапраонучка Гетьмана Кирила Розумовського, дружина патріота Гетьманщини Леоніда Милорадовича, поетеса і перекладачка. Писала російською мовою. Перекладала твори Г. Лонгфелло, А. Теннісона, М. Метерлінка.

## Життєпис
Донька директора Імператорського Ермітажу (1879—1888) гофмейстерa Олександра Васильчикова (1832-1890) від його шлюбу з графинею Ольгою Олсуф'євою (1835-1915). Народилася в Парижі, хрещениця графині Марії Розумовської і Олександра Олсуф'єва. Разом зі старшою сестрою Марією (1859-1934; фрейліна двору) отримала домашню освіту.
Навесні 1883 після коронації, стала дружиною колишнього подільського губернатора Леоніда Милорадовича. Весілля справили в маєтку її батьків — в Кораловому і, за словами князя С. Волконського, це «було найвеселіше весілля», яке він бачив. Після цього оселилася з чоловіком в його полтавському маєтку.
Цікавлячись російською історією, робила розвідки в архівах, систематизувала спадковий сімейний архів XVII — XIX ст., документи з якого запропонувала опублікувати в 1890-х редактору «Русского архива» Петру Бартенєву.
У 1909-1914 опублікувала з коментарями в «Русском архиве» лист М. Ломоносова до І.Шувалова, листи Миколи I, Олександра II та ін. Після революції поїхала до Франції. Померла в Парижі, похована в Кламарі.

## Творчість
Планувала написати великі біографії дружин царя Михайла Федоровича. В «Русском архиве» були опубліковані її нариси «Царица Мария Владимировна» та «Царица Евдокия Лукьяновна Стрешнева».
Займалася поетичним перекладом А. Теннісона, М. Метерлінка, Г. Лонгфелло, Сюллі-Прюдом та ін.

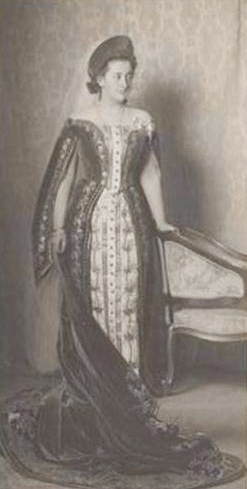
Ольга Милорадович, донька

Свої вірші вперше опублікувала в колективному збірнику «Кілька віршів» (1902), — це сонети, адресовані членам царської родини, любовна і пейзажна лірика.
У «Московських відомостях» опубліковано віршований цикл «Історичні силуети».
У 1904 вийшла її книжка з власними ілюстраціями «Казки, перекази і вірші». На книгу відгукнувся В. Брюсов: «Авторці хотілося обплести свої вірші і свої переклади художніми віньєтками, натякнути на недомовлене в словах ― малюнком, хотілося красивістю самого шрифту, набору, всієї зовнішності сторінок доповнити враження… У пані Милорадович є школа, є любов до вишуканості виразів, є прагнення до співучості вірша і вірності образів».

## Родина
Чоловік — Леонід Милорадович (1841-1908), дипломат, подільський губернатор.
Діти — Олександр Милорадович (1884-1885), Сергій Милорадович (1885), Борис Милорадович (1887-1920), Микола Милорадович (1889-1954), Ольга Милорадович (1894-1932).
Онучка Олександра вийшла заміж за німецького герцога де Круа і стала послідовницею цього роду, одного зі шляхетних в Європі.